# Danish Export Association
 Ikke at forveksle med Dansk Eksportforening (stiftet 1895).
Danish Export Association (tidl. Eksportforeningen & Dansk Eksportforening) er en paraplyorganisation for en række eksportnetværk, der henvender sig til specifikke industrier, stiftet 1965 – i 2011 omdøbt til Eksportforeningen. Fra 2019 bruges det internationale navn Danish Export Association både i Danmark og internationalt.

## Historie
Danish Export Association blev stiftet i 1965 under navnet Midt og vestjysk Eksportforening af 11 jyske virksomhedsledere med det formål at styrke virksomhedens eksport, skabe kontakter på eksportmarkeder, skabe synlighed på udstillinger/fællesstande, skabe netværk for udveksling af erfaringer og viden, udnytte hinandens stærke sider samt at skabe styrke igennem sammenhold. Frem til foråret 2011 har foreningen heddet Dansk Eksportforening.